# Nemipterus balinensis
Đừng nhầm lẫn với Nemipterus balinensoides.
Nemipterus balinensis là một loài cá biển thuộc chi Nemipterus trong họ Cá lượng. Loài cá này được mô tả lần đầu tiên vào năm 1858.

## Từ nguyên
Từ định danh balinensis được đặt theo tên gọi của đảo Bali (Indonesia), nơi mà mẫu định danh của loài cá này được thu thập ở bờ phía bắc (hậu tố –ensis trong tiếng Latinh mang nghĩa là "đến từ").

## Phân bố và môi trường sống
N. balinensis là loài đặc hữu của Nam Indonesia, trải dài từ bờ tây đảo Sumatra đến Tây Timor. Loài này cũng được ghi nhận ở tỉnh Madang (Papua New Guinea), nhưng những mẫu vật này có sự khác biệt về mặt di truyền và có thể đại diện cho một loài chưa được mô tả. Tương tự như vậy, các ghi chép về loài này từ Malaysia, Việt Nam và Philippines cũng cần được xác minh lại.
N. balinensis sống trên nền đáy cát và bùn ở vùng nước ngoài khơi, độ sâu khoảng 50–150 m.

## Mô tả
Chiều dài cơ thể lớn nhất được ghi nhận ở N. balinensis là 18 cm.
Số gai vây lưng: 10; Số tia vây lưng: 9; Số gai vây hậu môn: 3; Số tia vây hậu môn: 7; Số gai vây bụng: 1; Số tia vây bụng: 5.

## Sử dụng
N. balinensis thường bị đánh bắt tình cờ, chủ yếu là do những người đánh bắt thủ công, và cũng được giữ lại để bán ở các chợ cá địa phương.